# 기화

기화(氣化)란 액체 상태의 물질이 기체 상태의 물질이 되는 현상을 말한다. 기화의 반대말은 액화이다. 주로 액체가 증발하거나 끓을 때 기화가 일어나며 운동이 활발해진다. 기화가 일어나는 주된 원인은 바로 열에너지 흡수 때문이다. 액체가 기화 시 열에너지가 필요하며 기화 시 액체가 흡수하는 열을 '기화열'이라고 한다. 액체는 주변에서 기화열을 흡수하며 이러한 현상을 활용해 땀이 기화할 때 체온 저하 효과가 크게 나타나도록 만든 섬유를 '냉감섬유'라고 한다. 냉감섬유로는 '쿨토시' 등 각종 기능성 의류를 제작한다.

## 개요
원소 또는 화합물의 기화는 액체상에서 증기로의 상전이이다. 기화에는 증발과 비등의 두 가지 유형이 있다. 증발은 표면 현상인 반면, 끓는 것은 대량 현상이다.
증발은 주어진 압력에서 끓는점 이하의 온도에서 발생하는 액체상에서 증기(임계 온도 이하의 물질 상태)로의 상전이이다. 증발은 표면에서 발생한다. 증발은 물질의 증기 분압이 평형 증기압보다 낮을 때만 발생한다. 예를 들어 압력이 지속적으로 감소하기 때문에 용액에서 펌핑된 증기는 결국 극저온 액체를 남긴다.
끓는다는 것은 액체상에서 기체상으로의 상전이이기도 하지만, 끓는다는 것은 액체 표면 아래에 증기 기포로 증기가 형성되는 것이다. 물질의 평형 증기압이 대기압보다 크거나 같을 때 끓는 현상이 발생한다. 끓는 현상이 발생하는 온도는 끓는점 또는 끓는점이다. 끓는점은 환경의 압력에 따라 달라진다.
승화는 중간 액체상을 건너뛰고 고체상에서 기체상으로 직접적인 상전이이다. 액상을 포함하지 않기 때문에 기화의 형태가 아니다.
기화라는 용어는 강렬한 열이나 폭발력에 노출된 물체의 물리적 파괴를 지칭하기 위해 구어체 또는 과장법으로 사용되기도 했다. 여기서 물체는 문자 그대로 기체 형태로 변환되기보다는 실제로 작은 조각으로 폭발한다. 이러한 사용의 예로는 1952년 아이비 마이크(Ivy Mike) 열핵 실험에서 엘루게랩(Elugelab)의 무인 마샬 섬의 "기화"가 있다. 폭발물과 관련된 다양한 미스버스터즈(MythBusters) 에피소드 전반에 걸쳐 다른 많은 예를 찾을 수 있으며, 그 중 가장 중요한 것은 ANFO로 시멘트 트럭을 "기화"시킨 시멘트 혼합이다.
충분히 큰 유성 또는 혜성 충돌, 불덩이 폭발, 핵분열, 열핵 융합 또는 이론적 반물질 무기 폭발이 일어나는 순간 수많은 감마선, 엑스레이, 자외선, 가시광선 및 열 광자의 흐름이 물질에 충돌한다. 모든 분자가 원자 결합을 잃고 "날아가는" 짧은 시간(많은 수의 고에너지 광자, 동일한 물리적 공간에 많은 중첩). 모든 원자는 전자 껍질을 잃고 양전하를 띤 이온이 되어 흡수한 것보다 약간 낮은 에너지의 광자를 방출한다. 이러한 모든 물질은 극도로 높은 온도로 인해 공기 중으로 상승하거나 냉각되면서 서로 결합하는 핵과 전자의 가스가 된다. 이렇게 기화된 물질은 즉시 최대 엔트로피 상태의 플라즈마가 되며, 이 상태는 생물권의 자연적 과정과 상온 및 압력에서의 물리적 영향으로 인해 시간이 지남에 따라 꾸준히 감소한다.
유사한 프로세스가 초단 펄스 레이저 절제 중에 발생한다. 여기서 들어오는 전자기 복사의 높은 플럭스는 타겟 물질의 전자 표면을 벗겨내고 쿨롱 폭발을 겪는 양으로 하전된 원자를 남긴다.

## 같이 보기
- 액화